# Chiesa dei Santi Leonardo e Severo in Schiova
La chiesa dei Santi Leonardo e Severo in Schiova è una delle parrocchiali della diocesi di Forlì-Bertinoro appartenente al territorio comunale di Forlimpopoli. Si trova nella frazione San Leonardo, nelle campagne fra Forlì e Forlimpopoli. Il nome Schiova richiama un'antica denominazione della zona.

## Storia
Anche se il toponimo di Schiova compare in documenti a partire dal 998 (una pergamena conservata all'Archivio di Stato di Ravenna), non si hanno notizie certe delle fondazioni delle chiese di San Leonardo e di San Severo che però fino al XVI secolo sono parrocchie distinte, come si evince da alcuni documenti raccolti nell'archivio parrocchiale. 
La prima notizia certa di un accorpamento si ha nel 1718, anno in cui don Vincenzo Gori viene definito parroco della chiesa dei Santi Lorenzo e Severo in Schiova. Questo testimonia il fatto che la chiesa di San Leonardo (che è anche il nome della frazione) ha assorbito la parrocchia di San Severo in Schiova. La chiesa di San Severo viene però ancora officiata, anche perché contiene un'immagine oggetto di devozione, la Beata Vergine del Fuoco detta Madonna di Schiova.
Nel 1826 il parroco Gioacchino Turci fa demolire la chiesa di San Severo, ormai in pessime condizioni  Al posto della chiesa sorge un piccolo oratorio che però viene in seguito soppresso e così l'immagine della Madonna viene trasferita nella chiesa di San Leonardo e san Severo, collocata nella navata destra.
Fra il 1827 e il 1829 la chiesa viene ricostruita grazie al progetto di Francesco Mambelli di Bertinoro. Nel 1835 viene collocato l'organo acquistato a Bologna e predisposto il fonte battesimale, mentre due anni dopo sempre da Bologna arriva la statua lignea di Sant'Antonio da Padova e da Bertinoro, inviata dai Frati Cappuccini, l'immagine di Maria Santissima della Misericordia, a cui è dedicato un altare e che diviene protettrice della parrocchia.
Nel 1846 viene eretto il campanile, con campane della ditta Balestri e nel 1858 la chiesa viene consacrata solennemente dal vescovo Buffetti di Bertinoro.
La chiesa viene decorata e restaurata in più occasioni, nel 1927 (aggiunta delle pitture murali, apertura del lucernario nella cupola, realizzazione del nuovo pavimento), nel 2006 e nel 2017.

## Descrizione

### Esterno

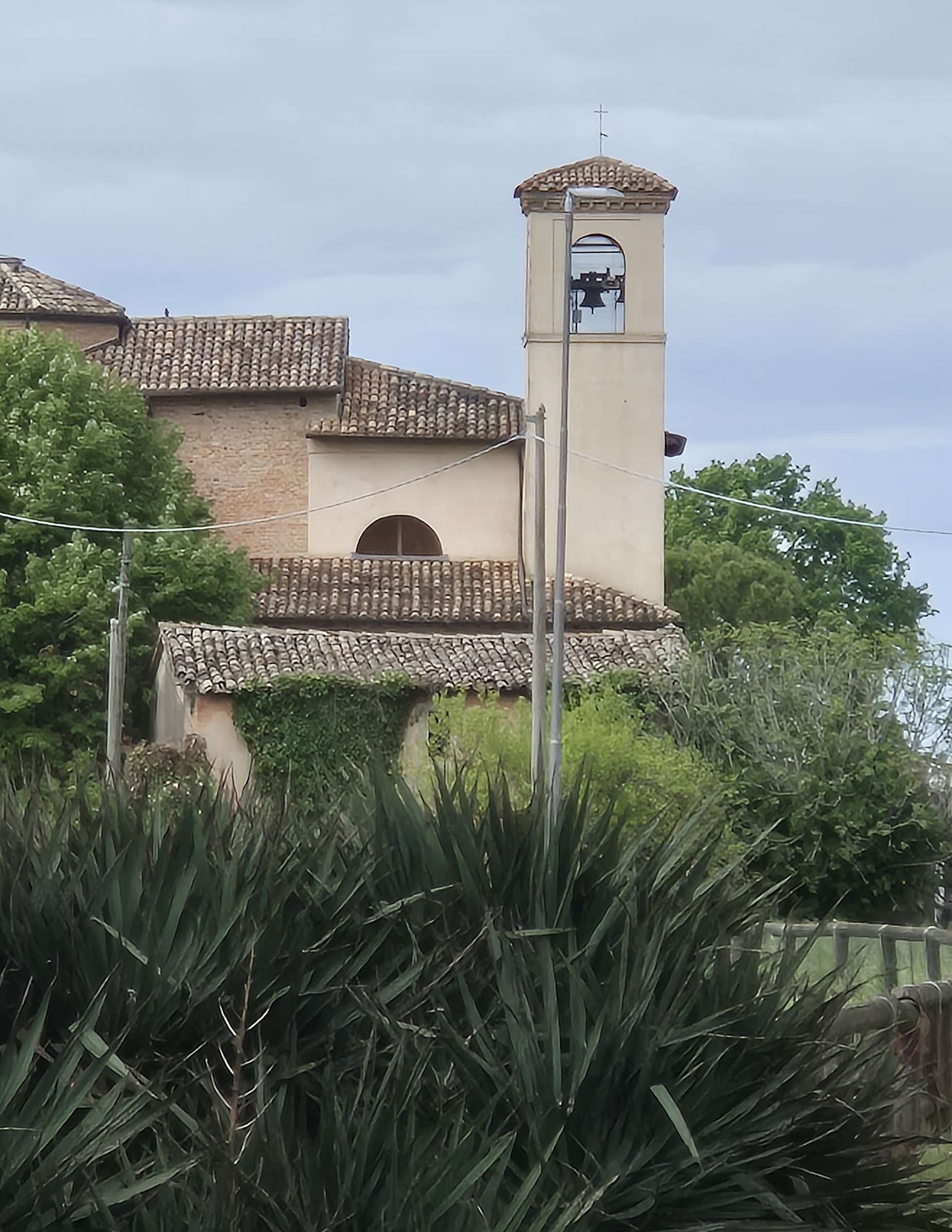
campanile

La facciata è a capanna con mattoni a vista a eccezione delle due lesene che la profilano ai bordi, intonacate in grigio chiaro. Lo spazio è diviso da un marcapiano aggettante che divide in due la struttura. Le aperture sono impostate sulla forma ad arco, esaltata dalla profilatura in mattoni, con la finestra termale nella parte superiore e i tre archi a tutto sesto in quella inferiore, ciechi quelli esterni, con il portale quello centrale.
I prospetti laterali non si vedono dal fronte, in quanto schermati da altri edifici. Sono in mattoni a vista. Non presentano aperture, tanto che l'illuminazione della chiesa è affidata alla finestra in facciata, a quelle semicircolari dei lati del presbiterio e alla lanterna al centro della cupola (aggiunta nel 1927). L'abside all'esterno è poligonale, mentre all'interno è semicircolare.
Il campanile è posizionato a sud adiacente alla zona absidale. La sua forma è a base quadrata, presenta un'apertura ad arco in ogni facciata ed è intonacato con un colore beige pallido. La copertura di coppi poggia su una cornice in laterizio.

### Interno

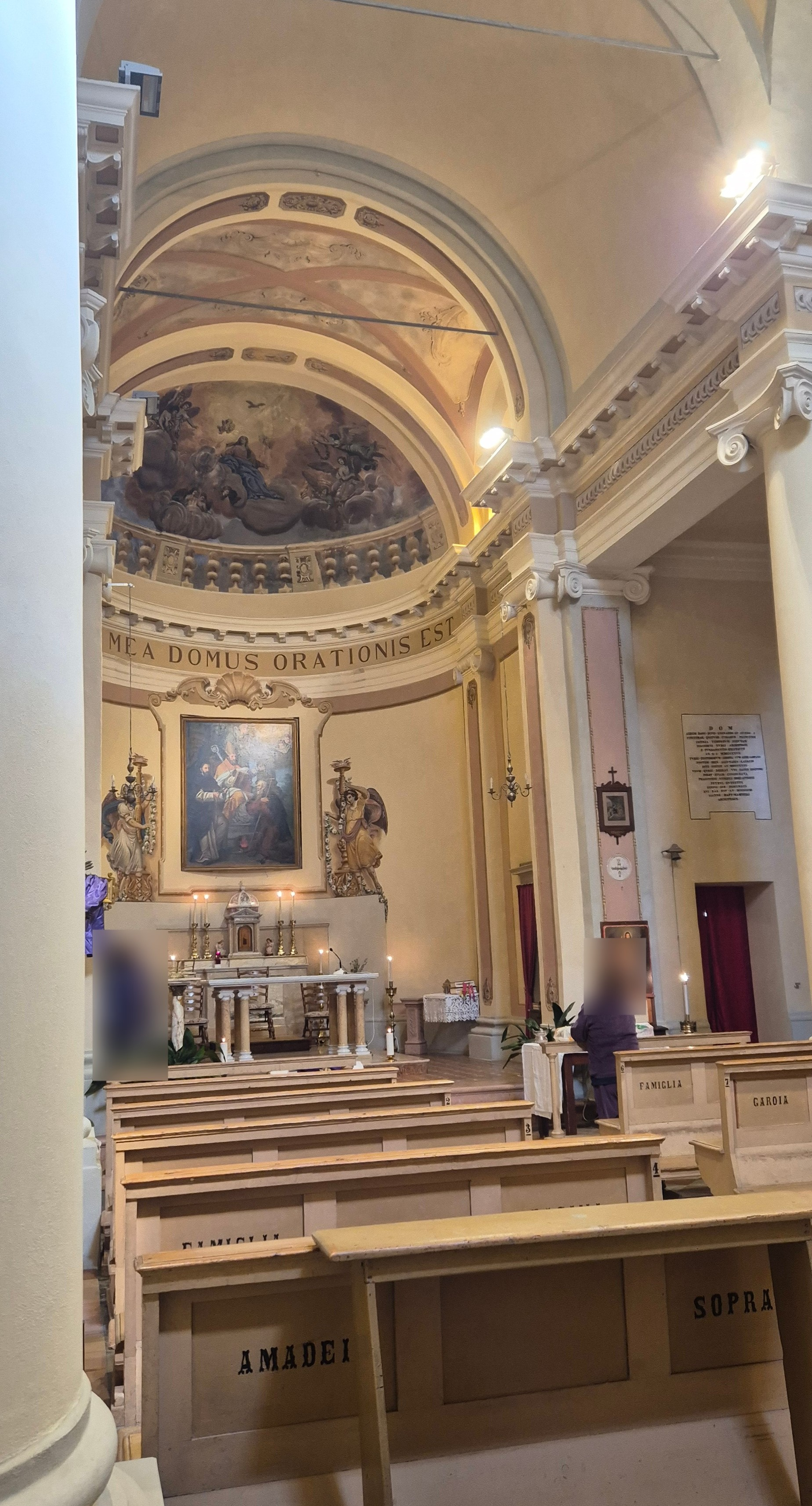
interno

La pianta è a croce greca, coperta con una cupola. L'aula centrale è divisa in tre navate da colonne ioniche. Le dimensioni sono 13,5 metri (lunghezza) e 11,5 metri (larghezza).
La navata di sinistra presenta una statua di Sant'Antonio Abate in una nicchia con bordo decorato e, più avanti, una cappella dedicata a Sant'Antonio da Padova, con la statua lignea e il fonte battesimale. La statua, manifattura bolognese, è giunta nella chiesa nel 1837. Essa è inserita in una nicchia dipinta con azzurro uniforme. Nel resto della cappella si trovano decorazioni floreali.

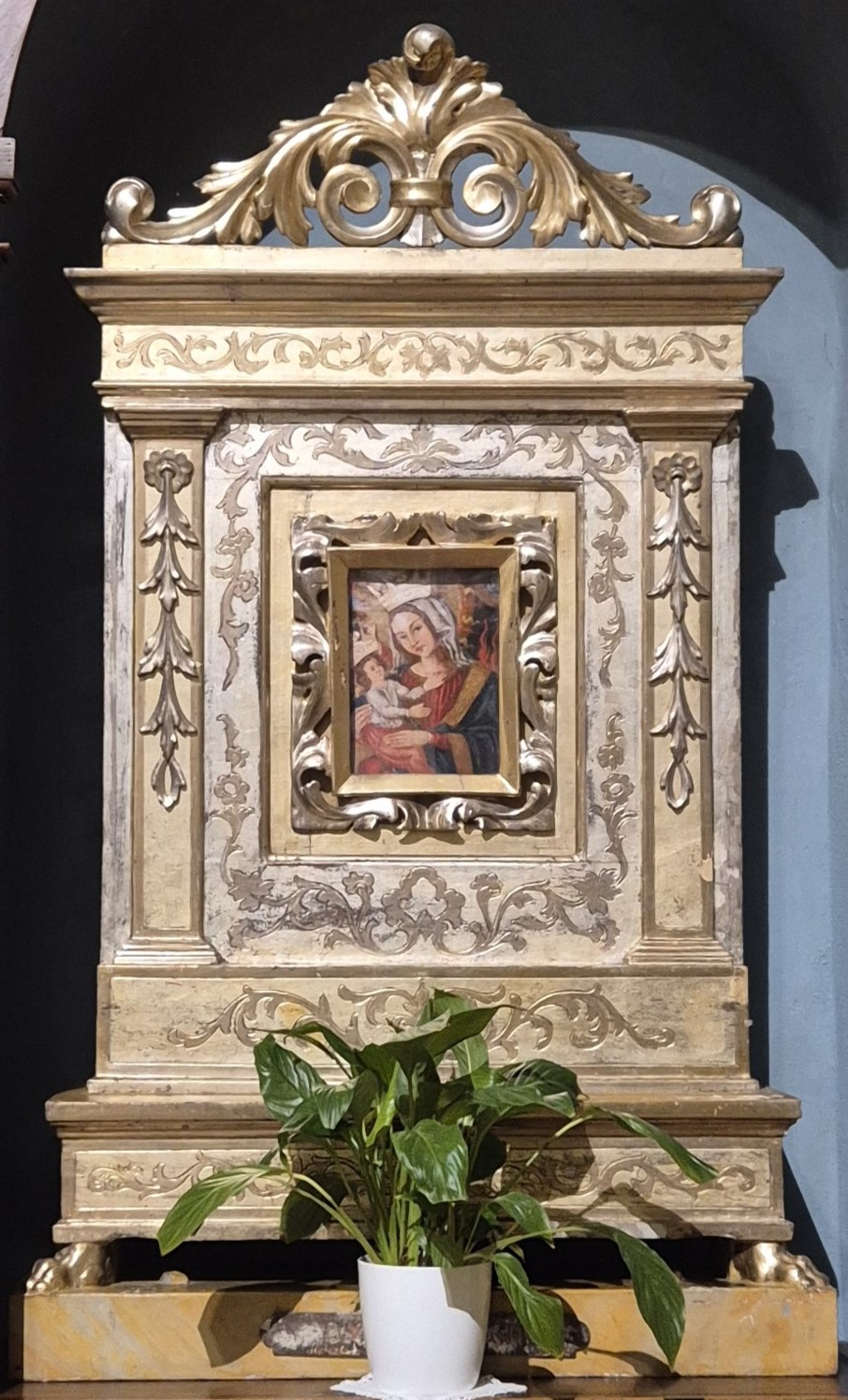
Madonna di Schiova

La navata di destra comincia con una nicchia in cui è inserita una struttura che contiene l'immagine della Madonna di Schiova. Si tratta di un'elaborazione della Madonna del Fuoco che riprende la posizione della Vergine e del Bambino dell'immagine forlivese, ma ne varia i tratti, aggiunge il colore e la presenza del fuoco alludendo all'evento miracoloso non contemplato ovviamente nell'immagine originaria. L'immagine proviene dalla distrutta chiesa di San Severo in Schiova, dove si trovava almeno da inizio Settecento.

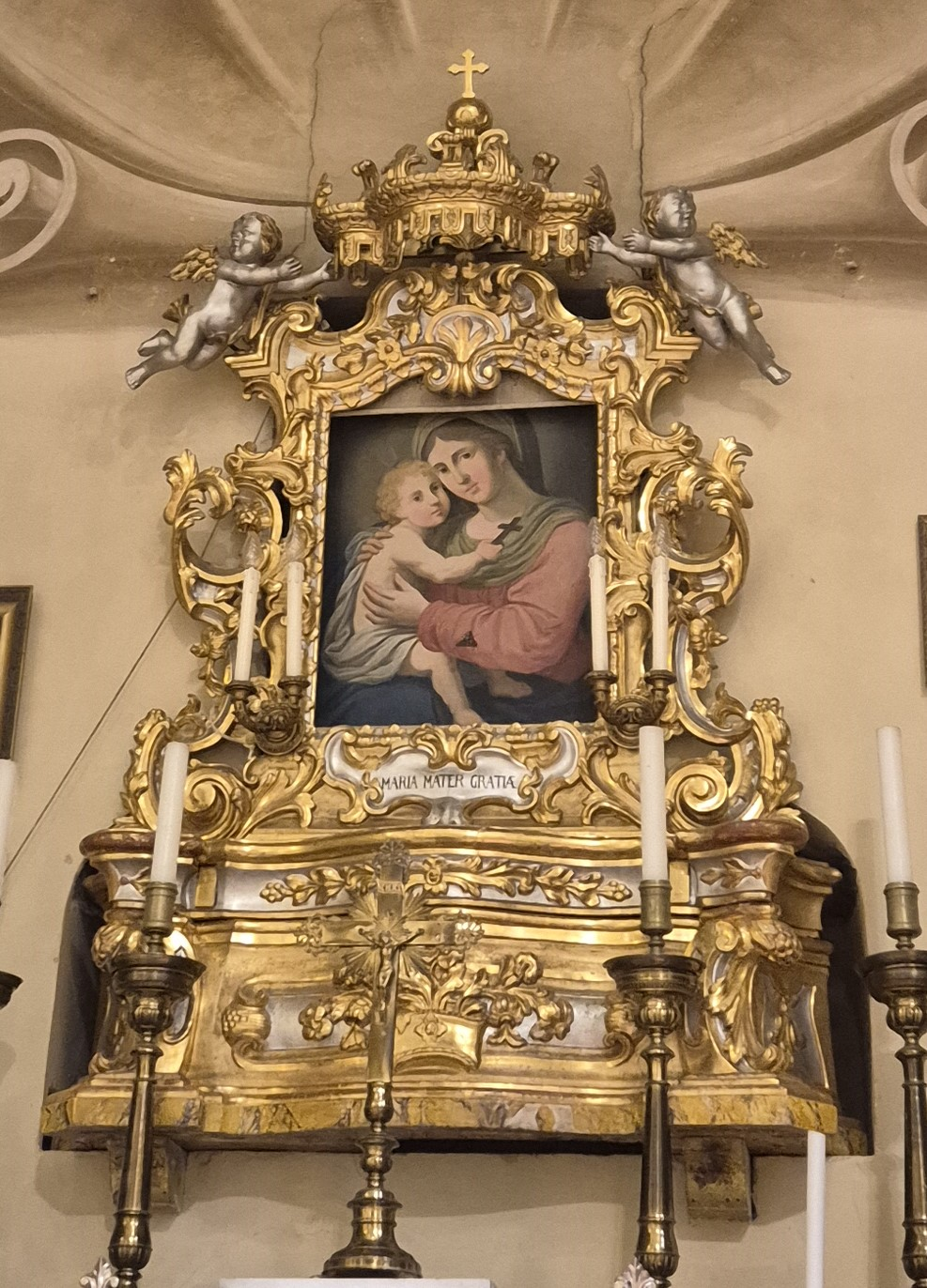
Maria Santissima della Misericordia, altare sinistro

In maniera speculare si trova un'altra cappella a sinistra, dedicata all'immagine di Maria Santissima della Misericordia, donata dai Cappuccini di Bertinoro. Essa è collocata in una complessa decorazione dorata terminante in una corona sostenuta da putti. Maria appare semplice e senza corona. Il bambino ha la particolarità di reggere in mano la croce.
Sull'altare maggiore si trova la tela dipinta nel 1827 da Pietro Antonio Meloni (1781-1836), artista imolese, San Severo Vescovo di Ravenna tra i santi Leonardo di Noblac e Antonio Abate. L'opera è collocata fra due angeli dipinti recanti fiori. Nel catino absidale una balaustra trompe-l'œil simula uno sfondamento che lascia vedere il cielo con la Vergine in gloria fra angeli. Anche la cupola è decorata con dipinti monocromi che la dividono in finti cassettoni e spicchi decorati. Al centro è presente una lanterna che immette luce. Nella guida di Forlì Ettore Casadei riferisce il nome di Eustachio Amati, pittore di Bertinoro, per i dipinti murali novecenteschi, eseguiti nel 1927.